# La gran familia española
La gran familia española és una pel·lícula còmica espanyola dirigida per Daniel Sánchez Arévalo. Va començar a rodar-se a la fi d'agost de 2012 i va finalitzar a mitjan octubre de 2012. En el primer cap de setmana van recaptar 732.000 euros de taquilla.

## Sinopsi
La gran familia española és una comèdia sobre unes noces que transcorre durant la final del Mundial de futbol de Sud-àfrica. Aquest dia de catarsi col·lectiva, mentre el país es paralitzava, una família composta per cinc germans: Adán (Antonio de la Torre), Benjamín (Roberto Álamo), Caleb (Quim Gutiérrez), Daniel (Miquel Fernández) i Efraín (Patrick Criado), també s'enfrontarà al partit més important de la seva vida. Seran capaços de guanyar? Val guanyar de qualsevol manera? Es pot perdre amb dignitat? Cal jugar a l'atac o és millor defensar-se i jugar al contraatac?

## Repartiment
- Héctor Colomé és el pare.
- Antonio de la Torre és Adán Montero Sanz.
- Roberto Álamo és Benjamín "Ben" Montero Sanz.
- Quim Gutiérrez és Caleb Montero Sanz.
- Miquel Fernández és Daniel "Dani" Montero Sanz.
- Patrick Criado és Efraín "Efra" Montero Sanz.
- Teo Planell és Efraín de pequeño.
- Sandy Gilberte és Fran.
- Arancha Martí és Carla Diego López.
- Verónica Echegui és Cris.
- Alicia Rubio és Marisa.
- Sandra Martín és Mónica Diego López.
- Pilar Castro és la mare de la núvia.

## Palmarès cinematogràfic
XXVIII Premis Goya
| Categoria                        | Persona                                      | Resultat  |
| -------------------------------- | -------------------------------------------- | --------- |
| Millor pel·lícula                | Millor pel·lícula                            | Nominada  |
| Millor director                  | Daniel Sánchez Arévalo                       | Nominat   |
| Millor actor de repartiment      | Roberto Álamo                                | Guanyador |
| Millor actor de repartiment      | Antonio de la Torre                          | Nominat   |
| Millor actor revelació           | Patrick Criado                               | Nominat   |
| Millor guió original             | Daniel Sánchez Arévalo                       | Nominat   |
| Millor cançó original            | Do you really want to be in love? Josh Rouse | Guanyador |
| Millor muntatge                  | Nacho Ruiz Capillas                          | Nominat   |
| Millor maquillatge i perruqueria | Lola López Itziar Arrieta                    | Nominades |
| Millor so                        | Carlos Faruolo Jaime Fernández               | Nominats  |
| Millors efectes especials        | Juan Ramón Molina Juan Ventura Pecellín      | Nominats  |

I edició dels Premis Feroz
| Categoria                    | Persona                | Resultat |
| ---------------------------- | ---------------------- | -------- |
| Millor comèdia               | Millor comèdia         | Nominada |
| Millor director              | Daniel Sánchez Arévalo | Nominat  |
| Millor actor de repartiment  | Roberto Álamo          | Nominat  |
| Millor actriu de repartiment | Verónica Echegui       | Nominada |
| Millor música original       | Josh Rouse             | Nominat  |
| Millor guió                  | Daniel Sánchez Arévalo | Nominat  |

Premis Platino
| Any  | Categoria   | Candidat               | Resultat |
| ---- | ----------- | ---------------------- | -------- |
| 2014 | Millor Guió | Daniel Sánchez Arévalo | Nominat  |